# Tiganogona conifer
Tiganogona conifer är en mångfotingart som först beskrevs av Cook och Collins 1895.  Tiganogona conifer ingår i släktet Tiganogona och familjen Cleidogonidae. Inga underarter finns listade i Catalogue of Life.